# Patrick Schmollinger
Patrick Schmollinger (* 2. September 1972 in Waiblingen) ist ein in Deutschland geborener österreichischer Schwimmer und Olympiateilnehmer. Der 1,93 m große und 76 kg schwere Athlet startete für die SSG Reutlingen und die SU Salzburg.

## Karriere
Schmollinger konnte sich mehrfach bei Deutschen Meisterschaften platzieren:
- 100 m Brust: 1998 Platz 1
- 50 m Brust: 1998 Platz 3
- 100 m Brust: 1996 Vizemeister
- 200 m Brust: 1996 Vizemeister

Bei seinen internationalen Auftritten startete Schmollinger jedoch für Österreich.
Seinen größten Erfolg feierte er 1998 bei den Kurzbahneuropameisterschaften in Sheffield, wo er über 50 Meter Brust hinter dem Deutschen Mark Warnecke (Gold in der neuen Weltrekordzeit von 26,70 s) und dem Schweden Patrik Isaksson (Silber in 27,21 s) in 27,60 s Bronze gewann. 
Einen weiteren Start über 50 Meter Brust hatte er bei den Europameisterschaften 1999 in Istanbul, wo er das Semifinale erreichte.
Bei den Olympischen Spielen 2000 in Sydney startete er über 100 Meter Brust, schied jedoch in 1:02,87 min bereits im Vorlauf aus (um sich für das Semifinale zu qualifizieren, hätte er 1:02,53 min schwimmen müssen) und kam in der Gesamtwertung auf Platz 22 unter 66 Teilnehmern.
Patrick Schmollinger ist Dipl.-Betriebswirt.